# Florent II de Lynden
Pour les articles homonymes, voir Lynden (homonymie).
Florent II de Lynden (néerl. Floris II van Lynden), seigneur de Lynden, Leede, Oldenweert, Verhuizen (nl), Ingen, Ommeren, Kesteren, etc. fut un noble du duché de Gueldre. 
Il fut grièvement blessé et fait prisonnier lors de la Bataille d'Ane où son père Guillaume II de Lynden fut tué. Le successeur de l'Évêque d'Utrecht Otton II de Lippe, Wilbrand d'Oldenbourg, dressa une puissante armée avec le Comte Gérard III de Gueldre. Il divisa celle-ci en six troupes, qu'il confia chacune à six seigneurs qu'il savait être tourmentés par la défaite passée, quatre d'entre eux ayant perdu leur père lors de la Bataille d'Ane. Florent II de Lynden fut un de ces six seigneurs. Cette armée vainquit Rudolf II de Coevorden et son armée de drenthois à la bataille de Peile (ou Peize), en 1229.
En 1234, l'évêque d'Utrecht Otton III de Hollande confia à Florent II de Lynden tous les cours d'eau et canaux entre le Mars et le pays de Lynden, à la suite de quoi il y fit ériger une digue pour protéger ses terres des crues du Rhin, le Marsdijk, encore visible aujourd'hui.
Plus tard cette même année, il participa à la Croisade contre les Stedingers menée par le Duc Henri Ier de Brabant, Florent IV de Hollande, le Comte Otton II de Gueldre et Thierry de Clèves.
Florent II de Lynden mourut en 1247 et fut inhumé à l'abbaye de Marieweert (aussi abbaye de Mariënweerd ou Marienweerd près de Beesd).
Sa mère est Christine de Brederode. En 1217, il épousa Agnès, fille de Wessel van den Boetzelaar et de Anna van Reifferscheit, qui lui a donné 6 enfants et a survécu.